# Courcelles (Doubs)
Courcelles é uma comuna francesa na região administrativa de Borgonha-Franco-Condado, no departamento de Doubs. Estende-se por uma área de 3,61 km². Em 2010 a comuna tinha 105 habitantes (densidade: 29,1 hab./km²).